# Jean Henrik Steuch
Jean Henrik Steuch, född 6 februari 1753 på Vårdsätra, Bondkyrka, Ulleråker, död 1813, var en svensk militär.
Han var son till kammarrådet Jöns Steuch (den yngre, 1725-1769), som var son till ärkebiskop Jöns Steuchius, och Sofia Elisabet Taube (1726-1802) samt gift första gången 1771–1776 med Maria Helena Johanna Ulfsparre (1748-1815), andra gången 1781 med Charlotta Rutensköld (1756-1782) och slutligen 1785 med Carolina Johanna Geete (1765-1800). Jean Henrik Steuch blev far till fem barn däribland Johan Henrik Steuch.
Steuch blev korpral vid Östgöta kavalleriregemente 1764 och livdrabant 1767. Han blev kornett vid Östgöta kavalleriregemente samma år. Han var kornett vid lätta dragonregementet 1772 och blev löjtnant där 1776. Vid adelsfaneregementet blev han ryttmästare 1776 och 1789 förflyttades han till Bohusläns dragonregemente. Han blev major i armen 1790; samma år blev han Riddare av Svärdsorden. Som jordbrukare var han delaktig i driften av hustruns Carolina Johanna Geetes lantegendom Måryd i Ekeskogs socken. När hon avled 1800 ärvdes gården av dottern Charlotta Johanna Geete.